# 星のラブドール
『星のラブドール』（ほしのラブドール）は、ぴのきみまるによる日本の漫画作品。『COMICリュウWEB』（徳間書店）にて、2022年8月31日から2024年2月22日まで連載。小学5年生の純粋無垢な男の子・はるひとと、捨てられていたラブドールのダミィとの関係を描いた作品。

## 登場人物
はるひと
小鳩学園初等科に通う小学5年生の純粋無垢な少年。性的な知識を一切持ち合わせておらず、ダミィとの出会い後に、彼女のためにネット検索などして知識を得る。
ダミィ
AIラブドールの少女。前の持ち主にゴミ捨て場に不法投棄されていた。電池切れになると動けなくなる。
はるひとの母
ストレスによるアルコール依存症で、夫の不在の寂しさから、夜な夜な酒を飲む。

## 書誌情報
- ぴのきみまる『星のラブドール』徳間書店〈RYU COMICS〉、全2巻
  1. 2022年12月13日発売[3][4]、ISBN 978-4-19-950799-1
  2. 2024年4月12日発売[5]、ISBN 978-4-19-950851-6